# Stefan Pfannmöller
Stefan Pfannmöller (Halle, 4 de diciembre de 1980) es un deportista alemán que compitió en piragüismo en la modalidad de eslalon.
Participó en los Juegos Olímpicos de Atenas 2004, obteniendo una medalla de bronce en la prueba de C1 individual. Ganó 4 medallas en el Campeonato Mundial de Piragüismo en Eslalon entre los años 1999 y 2006, y 6 medallas en el Campeonato Europeo de Piragüismo en Eslalon entre los años 1998 y 2007.

## Palmarés internacional
| Juegos Olímpicos   | Juegos Olímpicos                     | Juegos Olímpicos  | Juegos Olímpicos |
| Año                | Lugar                                | Medalla           | Competición      |
| ------------------ | ------------------------------------ | ----------------- | ---------------- |
| 2004               | Atenas (Grecia)                      | Medalla de bronce | C1 individual    |
| Campeonato Mundial |                                      |                   |                  |
| Año                | Lugar                                | Medalla           | Competición      |
| 1999               | Seo de Urgel (España)                | Medalla de plata  | C1 por equipos   |
| 2002               | Bourg-Saint-Maurice (Francia)        | Medalla de plata  | C1 por equipos   |
| 2003               | Augsburgo (Alemania)                 | Medalla de bronce | C1 individual    |
| 2005               | Penrith (Australia)                  | Medalla de plata  | C1 por equipos   |
| 2006               | Praga (República Checa)              | Medalla de oro    | C1 por equipos   |
| Campeonato Europeo |                                      |                   |                  |
| Año                | Lugar                                | Medalla           | Competición      |
| 1998               | Roudnice nad Labem (República Checa) | Medalla de plata  | C1 por equipos   |
| 2002               | Bratislava (Eslovaquia)              | Medalla de plata  | C1 por equipos   |
| 2005               | Tacen (Eslovenia)                    | Medalla de oro    | C1 individual    |
| 2005               | Tacen (Eslovenia)                    | Medalla de plata  | C1 por equipos   |
| 2006               | L'Argentière-la-Bessée (Francia)     | Medalla de oro    | C1 por equipos   |
| 2007               | Liptovský Mikuláš (Eslovaquia)       | Medalla de plata  | C1 por equipos   |